# Lebogang Phiri
Lebogang Phiri, född den 9 november 1994, är en sydafrikansk fotbollsspelare från Johannesburg. Han spelar som mittfältare för Paris FC, på lån från Çaykur Rizespor. Han har tidigare spelat för EA Guingamp och Brøndby IF.

## Karriär
I juli 2021 värvades Phiri av turkiska Çaykur Rizespor, där han skrev på ett treårskontrakt. Den 29 juni 2022 lånades Phiri ut till franska Paris FC på ett säsongslån.